# Ernest Libérati
Pour les articles homonymes, voir Liberati.
Ernest Libérati, né le 22 mars 1908,, à Oran, en Algérie, et mort le 2 juin 1983, est un footballeur français qui évoluait au poste d'ailier droit. 
Révélé à l'Amiens AC au début des années 1930, il quitte le club en 1932 pour passer joueur professionnel au SC Fives, après que l’Amiens AC a refusé d'adopter ce statut nouvellement créé. Il devient alors vice-champion de France en 1934 avec ce club, et joue ensuite pour le FC Sochaux avant de terminer sa carrière professionnelle à l'US Valenciennes Anzin.
Libérati est sélectionné à dix-neuf reprises en équipe de France, dont trois fois lors de la Coupe du monde de 1930, la première de l'histoire. Titulaire lors du match d'ouverture disputé face au Mexique le 13 juillet 1930 à l'Estadio Pocitos, il se distingue en adressant le centre en retrait décisif qui permet à Lucien Laurent de marquer le premier but de l'histoire de la Coupe du monde, devenant ainsi le premier passeur décisif de cette histoire.

## Biographie

### En club

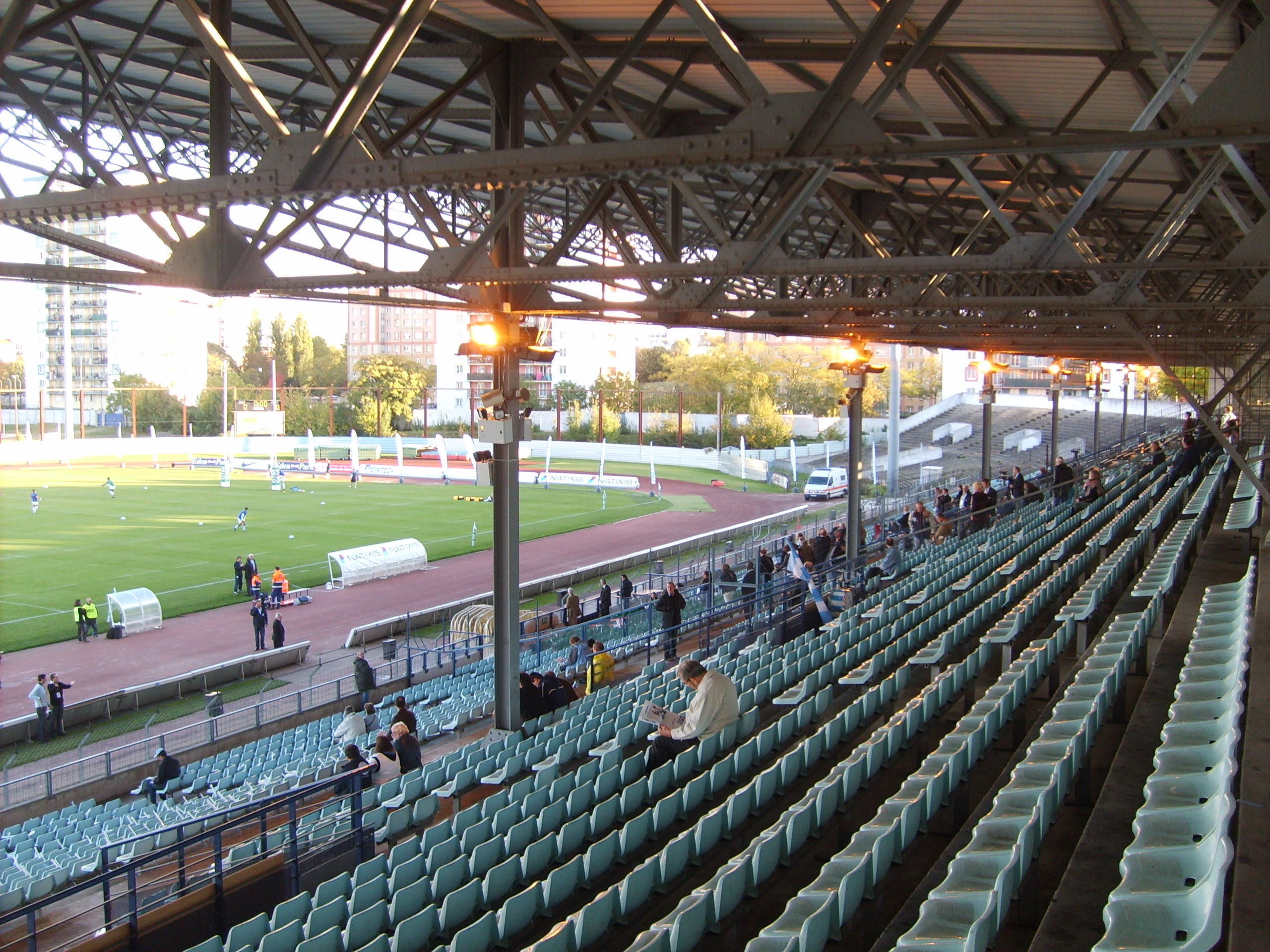
Libérati dispute au Stade olympique Yves-du-Manoir avec l'Amiens AC les demi-finales de la Coupe de France 1930.

Ernest Libérati, surnommé « Libé » ou « Nénesse », commence sa carrière de footballeur à l'Amiens Athlétic Club, l'ancien nom du club de l'Amiens SC. Il rejoint ce club lors de la saison 1929-1930, et participe aux deux demi-finales de la Coupe de France 1930 que l'Amiens AC dispute contre le RC France. Grâce à un but en deuxième mi-temps lors de la première rencontre, Libérati permet à l'Amiens AC d'égaliser et d'obtenir ainsi que la demi-finale soit rejouée. Cependant, l'Amiens AC s'inclinera trois buts à un une semaine plus tard au stade olympique Yves-du-Manoir de Colombes et ne se qualifie pas pour la finale. En parallèle de la Coupe de France, Libérati dispute pendant trois ans avec l'Amiens AC le prestigieux championnat de Division d'Honneur du Nord, terminant deux fois quatrième, et dont les rencontres entre les clubs de Lille, Roubaix, Boulogne-sur-Mer et Amiens attirent les foules. Le football, qui est alors un sport amateur, devient professionnel en 1932. Cependant, alors que l'Amiens AC est l'un des meilleurs clubs de province des années 1920, il décide de ne pas rejoindre ce Championnat de France professionnel nouvellement crée. Libérati, alors joueur international français, s'engage avec le SC Fives, qui, malgré des résultats sportifs poussifs, profite de l'hésitation à passer professionnel de plusieurs clubs du Nord pour participer au premier championnat de France de football de l'histoire.

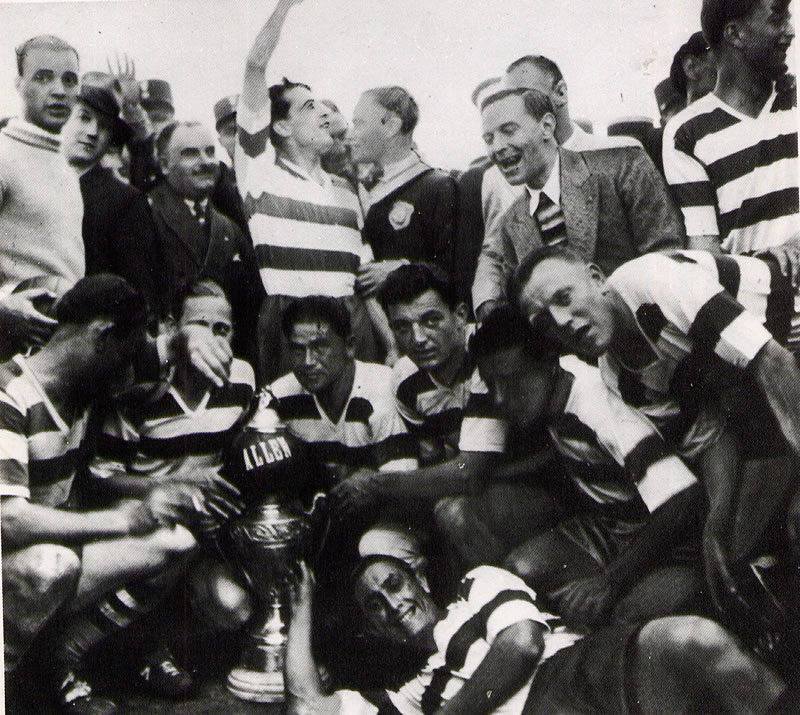
Libérati termine en 1934 avec le SC Fives vice-champion de France derrière le FC Sète.

Au cours de sa première saison avec le SC Fives, Libérati inscrit onze buts et finit deuxième meilleur buteur de l'équipe derrière Saint-Pé qui en marque douze. Lors de la saison 1933-1934, Libérati, de nouveau deuxième meilleur buteur de l'équipe, cette fois avec quinze buts, soit quatre de moins que le Tchécoslovaque Václav Bára, devient avec son équipe vice-champion de France dans un championnat très serré remporté par le FC Sète. De plus, c'est à cette date que Libérati participe à ses derniers matches avec l'équipe de France de football. Il dispute ensuite sa dernière saison avec le SC Fives lors de la saison 1934-1935. Le SC Fives finit à une modeste onzième place, et Libérati ne figure pas au classement des buteurs ayant marqué au moins quatorze buts. Toutefois, il dispute cette saison de nouveau une demi-finale de Coupe de France, le 7 avril 1935, que le SC Fives perd trois buts à zéro face au Stade rennais UC. Ernest Libérati réalise donc un bon début de carrière professionnelle, mais ne remporte pas de titre avec le SC Fives. Le joueur, alors âgé de 29 ans, quitte le nord de la France et s'engage en 1935 avec le FC Sochaux, alors champion de France en titre.
Libérati se retrouve dans une équipe sochalienne emmenée par les buteurs Roger Courtois et André Abegglen, qui viennent de finir aux deux premières places du classement des buteurs, respectivement avec vingt-neuf et trente buts marqués. Le FC Sochaux ne parvient pas à conserver son titre, finissant à la quatrième place, et Libérati, à cause d'une blessure, ne dispute que six rencontres et ne marque aucun but en championnat. Cependant, pour la troisième fois, le joueur participe à une demi-finale de Coupe de France. Comme six ans auparavant avec l'Amiens AC, il dispute et perd cette rencontre contre le RC France, cette fois sur le score de trois buts à zéro, alors que les deux équipes avaient fait deux fois match nul en championnat,.
Pour la saison saison 1936-1937, Libérati quitte le FC Sochaux et retourne dans le nord de la France pour jouer à l'US Valenciennes-Anzin, qui vient de descendre en Division 2. Il marque au cours de cette saison dix-huit buts en trente-deux matches, et participe ainsi à la remontée immédiate du club en Division 1. Libérati ne retrouvera pourtant pas le premier niveau du championnat de France. Bien que la Fédération Française de Football indique sur la fiche du joueur qu'il est transféré à l'Olympique de Marseille en 1937, aucun match joué ne lui est attribué pour cette saison, et il est probable qu'il y ait une confusion avec le gardien André Libérati, champion avec le club marseillais en 1948. Il semble plutôt que Libérati quitte le monde du football professionnel et qu'il déménage dans le sud de la France à Brive-la-Gaillarde où il trouve un emploi à la police de la ville, tout en restant connecté au football avec un rôle d'entraineur-joueur dans le club de l'ESA Brive,, sans que l'on sache toutefois jusqu'à quelle date il y tient ce rôle.

### En sélection

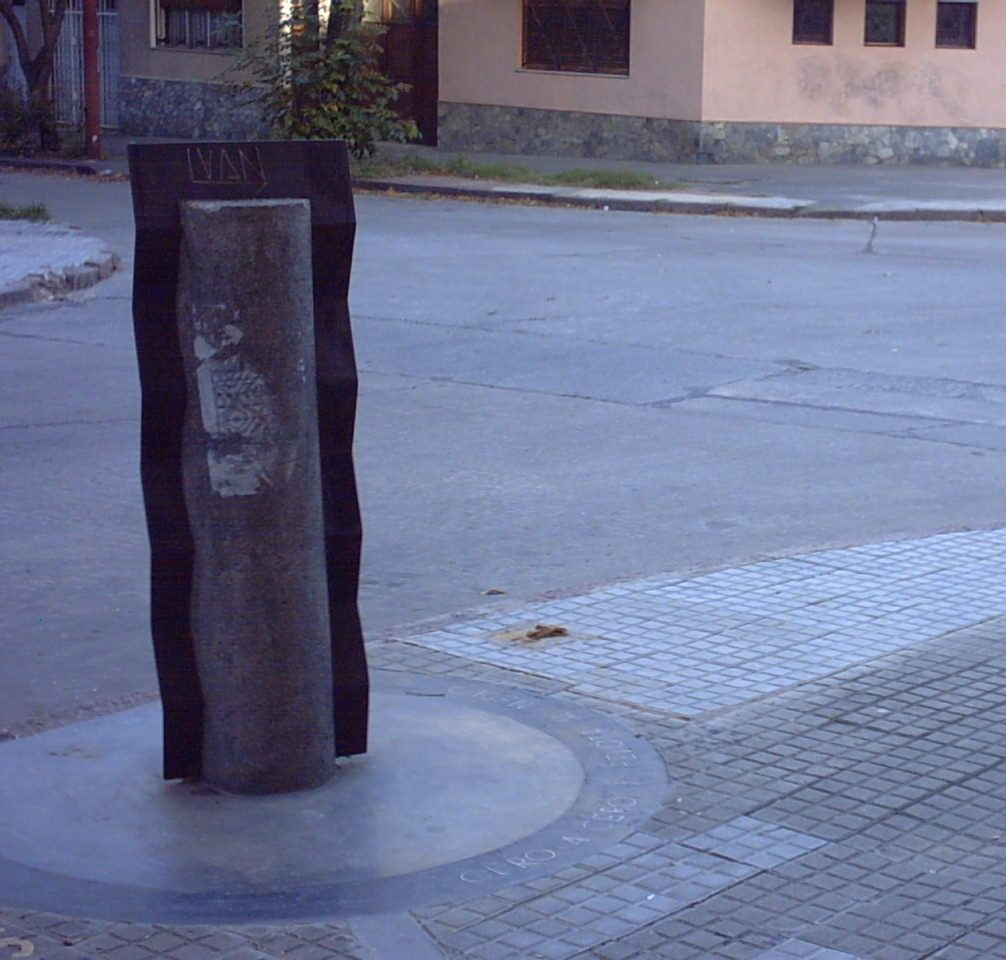
Stèle commémorant l'emplacement de l'ancien Estadio Pocitos.

Ernest Libérati est choisi par le comité de sélection de l'équipe de France de football pour disputer son premier match international le 22 février 1930 contre le Portugal à l'Ameal de Porto alors qu'il est joueur de l'Amiens AC. Six autres joueurs connaissent leur première sélection durant cette rencontre, dont le joueur du CA Paris Lucien Laurent. La France s'incline deux buts à zéro devant environ 20 000 spectateurs. Il marque ensuite son premier but en équipe de France lors de sa deuxième sélection contre la Suisse au stade olympique Yves-du-Manoir, reprenant de volée à la 58e minute de jeu un centre de Pierre Korb. 

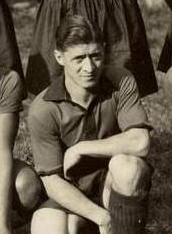
Libérati délivre la passe décisive qui permet à Lucien Laurent de marquer le premier but de l'histoire de la Coupe du monde.

En cette année 1930 a lieu en Uruguay la première Coupe du monde de football de l'histoire, à laquelle la France s'inscrit deux mois avant le début de la compétition. Ernest Libérati, qui compte alors trois sélections, est choisi par le comité de sélection dirigé par Gaston Barreau, Jean Rigal et Jacques Caudron avec son coéquipier Célestin Delmer pour faire partie des seize joueurs amenés à former l'équipe de France de ce premier mondial, dont peu de joueurs dépassent les dix sélections. La France doit disputer contre le Mexique le 13 juillet 1930 à 15 heures à l'Estadio Pocitos l'un des deux matches d'ouverture du mondial, et Libérati est choisi pour occuper le côté droit de l'attaque en compagnie de Marcel Langiller et d'André Maschinot. À la 19e minute du match, il se distingue en centrant pour Lucien Laurent, qui reprend de volée et marque ainsi le premier but de l'histoire de la Coupe du monde,. Libérati devient alors officieusement le premier passeur décisif de l'histoire de la Coupe du monde, et la France remporte finalement ce match par quatre buts à un. Le joueur participe ensuite aux deux autres matches de groupe, que la France perd à chaque fois un but à zéro, d'abord contre l'Argentine puis contre le Chili, marquant la fin du parcours de la France dans cette Coupe du monde.
Par la suite, Libérati dispute presque toutes les rencontres des années 1930, 1931 et 1932. À ce titre, il participe à la victoire historique de la France contre l'Angleterre en 1931, manquant de peu de marquer un but. Libérati marque ensuite ses deuxième et troisième buts en équipe de France, d'abord le 20 mars 1932 contre la Suisse à Berne d'un débordement suivi d'un tir à l'angle droit de la surface de réparation après une passe de Charles Bardot, puis trois semaines plus tard à Colombes contre l'Italie d'un tir des six mètres sur une ouverture de Lucien Laurent.
Le joueur, qui est passé professionnel au SC Fives, est ensuite moins appelé en équipe de France : une seule fois en 1933 et deux fois en 1934. Sa dernière sélection a lieu le 15 avril 1934 contre le Luxembourg à l'occasion des qualifications pour la Coupe du monde 1934. La France l'emporte six buts à un et Libérati marque son quatrième et dernier but en sélection d'un coup franc de 20 mètres. La France se qualifie pour la Coupe du monde 1934, à laquelle il n'est pas invité à participer.
Au total, Ernest Libérati est sélectionné à dix-neuf reprises en équipe de France, dont trois fois en Coupe du monde, pour quatre buts marqués. Il participe aussi à une vingtième rencontre internationale en 1930 contre le Brésil juste après la fin de la Coupe du monde, mais qui n'est pas reconnue par la Fédération française de football bien qu'elle le soit par la Confédération brésilienne de football.

## Style de jeu
Ernest Libérati occupait le poste d'ailier droit, et portait le numéro 10 lors de la Coupe du monde 1930. Jack Braun, ancien footballeur et entraineur français et père du journaliste de L'Équipe Didier Braun, se souvient d'« un ailier vif argent et rapide ». Libérati était de plus la coqueluche du Stade Moulonguet lors de son passage à l'Amiens AC.

## Statistiques

### Statistiques détaillées par saison
Le tableau suivant repértorie les statistiques connues d'Ernest Libérati entre 1929 et 1937. Une absence de donnée signifie que la source est manquante, et les chiffres entre parenthèses signifient que les statistiques sont incomplètes pour la compétition donnée.
| Saison                | Club                  | Championnat           | Championnat | Championnat | Coupe(s) nationale(s) | Coupe(s) nationale(s) | France | France | Total | Total |
| Saison                | Club                  | Division              | M.          | B.          | M.                    | B.                    | M.     | B.     | M.    | B.    |
| 1929-1930             | Amiens AC             | DH Nord               |             |             | (2)                   | (1)                   | 3      | 1      | 5     | 2     |
| 1930-1931             | Amiens AC             | DH Nord               |             |             |                       |                       | 6      | 0      | 6     | 0     |
| 1931-1932             | Amiens AC             | DH Nord               |             |             |                       |                       | 7      | 2      | 7     | 2     |
| 1932-1933             | SC Fives              | Division 1            | 17          | 11          |                       |                       | 1      | 0      | 18    | 11    |
| 1933-1934             | SC Fives              | Division 1            | 25          | 15          |                       |                       | 2      | 1      | 27    | 16    |
| 1934-1935             | SC Fives              | Division 1            |             |             | (1)                   | (0)                   | -      | -      | 1     | 0     |
| 1935-1936             | FC Sochaux            | Division 1            | 6           | 0           | (1)                   | (0)                   | -      | -      | 7     | 0     |
| 1936-1937             | US Valenciennes       | Division 2            | 32          | 18          |                       |                       | -      | -      | 32    | 18    |
| Total sur la carrière | Total sur la carrière | Total sur la carrière | (80)        | (44)        | (4)                   | (1)                   | 19     | 4      | 103   | 49    |

### Sélections en équipe de France

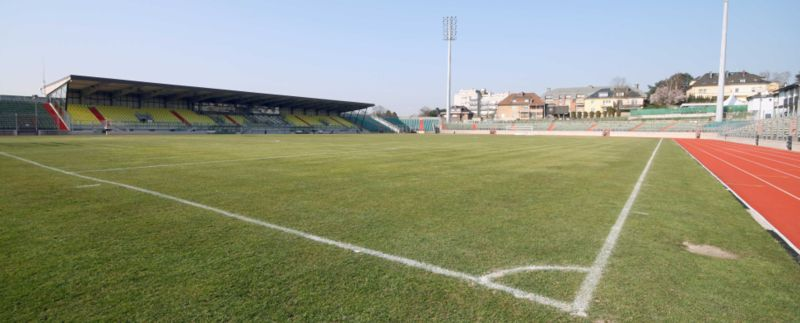
Libérati connait sa dernière sélection et marque son dernier but en équipe de France au Stade Municipal de Luxembourg.

Le tableau suivant répertorie les dix-neuf sélections d'Ernest Libérati en équipe de France de football entre le 23 février 1930 et le 15 avril 1934. Il dispute quinze matches amicaux contre des sélections européennes, et quatre matches en compétitions officielles : trois pendant la Coupe du monde 1930 contre des sélections d'Amérique latine et une contre le Luxembourg dans le cadre des qualifications pour la Coupe du monde 1934, où il inscrit le seul de ses quatre buts internationaux en compétition. Avec l'équipe de France, il termine avec un bilan de cinq victoires, quatre matches nuls et dix défaites.
| Sélection | Compétition             | Date            | Lieu                                     | Adversaire  | Résultat | Buts |
| --------- | ----------------------- | --------------- | ---------------------------------------- | ----------- | -------- | ---- |
| 1         | Amical                  | 23 février 1930 | Ameal, Porto                             | Portugal    | 0-2      |      |
| 2         | Amical                  | 23 mars 1930    | Stade olympique Yves-du-Manoir, Colombes | Suisse      | 3-3      | 58e  |
| 3         | Amical                  | 13 avril 1930   | Stade olympique Yves-du-Manoir, Colombes | Belgique    | 1-6      |      |
| 4         | Coupe du monde 1930     | 13 juillet 1930 | Estadio Pocitos, Montevideo              | Mexique     | 4-1      |      |
| 5         | Coupe du monde 1930     | 15 juillet 1930 | Estadio Gran Parque Central, Montevideo  | Argentine   | 0-1      |      |
| 6         | Coupe du monde 1930     | 19 juillet 1930 | Stade Centenario, Montevideo             | Chili       | 0-1      |      |
| 7         | Amical                  | 7 décembre 1930 | Stade Buffalo, Montrouge                 | Belgique    | 2-2      |      |
| 8         | Amical                  | 25 janvier 1931 | Stadio Littoriale, Bologne               | Italie      | 0-5      |      |
| 9         | Amical                  | 14 mai 1931     | Stade olympique Yves-du-Manoir, Colombes | Angleterre  | 5-2      |      |
| 10        | Amical                  | 20 mars 1932    | Stade du Neufeld, Berne                  | Suisse      | 3-3      | 15e  |
| 11        | Amical                  | 10 avril 1932   | Stade olympique Yves-du-Manoir, Colombes | Italie      | 1-2      | 11e  |
| 12        | Amical                  | 1er mai 1932    | Stade du Heysel, Bruxelles               | Belgique    | 2-5      |      |
| 13        | Amical                  | 8 mai 1932      | Stade olympique Yves-du-Manoir, Colombes | Écosse      | 1-3      |      |
| 14        | Amical                  | 5 juin 1932     | Stade Beogradski S.K., Belgrade          | Yougoslavie | 1-2      |      |
| 15        | Amical                  | 9 juin 1932     | Younak, Sofia                            | Bulgarie    | 5-3      |      |
| 16        | Amical                  | 12 juin 1932    | ONEP, Bucarest                           | Roumanie    | 3-6      |      |
| 17        | Amical                  | 19 mars 1933    | Stade Grünewald, Berlin                  | Allemagne   | 3-3      |      |
| 18        | Amical                  | 21 janvier 1934 | Stade du Heysel, Bruxelles               | Belgique    | 3-2      |      |
| 19        | Qualifications CdM 1934 | 15 avril 1934   | Stade Municipal, Luxembourg              | Luxembourg  | 6-1      | 80e  |

## Palmarès et performances
Le seul palmarès d'Ernest Libérati est un titre de vice-champion de France de football obtenu avec le SC Fives lors de la saison 1933-1934. Avec l'équipe de France, il ne remporte pas de compétition, mais participe à quatre matches importants de l'histoire de l'équipe de France : les trois premières rencontres des Bleus en Coupe du monde, et la victoire de la France contre l'Angleterre en 1931 où, pour la première fois, les joueurs français battent les joueurs professionnels anglais.
- Avec le SC Fives  :
  - Vice-champion de France : 1934
- Avec l'équipe de France  :
  - Participation à trois matches de la Coupe du monde 1930
  - Participation au match France-Angleterre en 1931